# Curillo (kommun)
Curillo är en kommun i Colombia.   Den ligger i departementet Caquetá, i den sydvästra delen av landet, 400 km sydväst om huvudstaden Bogotá. Antalet invånare är 11 121.